# Gustavo Franchin Schiavolin
Gustavo Franchin Schiavolin (* 19. Februar 1982 in Campinas), bekannt unter seinem Künstlernamen Gustavo, ist ein ehemaliger brasilianischer Fußballspieler. 

## Karriere
Gustavo begann seine Profikarriere im Jahr 1999 beim Guarani FC. Schon bald gab es die Möglichkeit zu einem Wechsel nach Europa, wo er einen Vertrag bei Lewski Sofia unterzeichnete. Er spielte dort nur selten, wurde aber bulgarischer Fußballmeister. Im Januar 2003 bekam er einen Vertrag bei Dynamo Moskau, konnte sich aber auch dort nicht durchsetzen und kam nur auf acht Einsätze. 
Daraufhin kehrte er im September 2003 nach Brasilien zurück. Zunächst spielte er beim Goiás EC, ehe er im Dezember zu AA Ponte Preta wechselte. 2005 war er für Clube de Regatas Brasil in Maceió im Bundesstaat Alagoas am Ball. Von Januar bis Dezember 2006 spielte er für den Paraná Clube und gewann dort die Staatsmeisterschaft von Paraná.
Zur Winterpause der Saison 2006/07 wechselte Gustavo zum FC Schalke 04, erschien jedoch nicht zum Trainingsstart und weigerte sich auch in Zukunft für den Verein zu spielen. Er unterzeichnete bei Desportivo Brasil, dessen Geschäftsmodell die Verleihung von Spielern ist. Im April 2007 wurde er beim brasilianischen Erstligisten Palmeiras São Paulo als Neuverpflichtung auf Leihbasis vorgestellt. Diese Angelegenheit sorgte für juristischen Streitstoff. Mit Palmeiras gewann er 2008 die Staatsmeisterschaft von São Paulo.
Mit Beginn des Jahres 2009 wechselte er als Leihe zu Cruzeiro Belo Horizonte, mit dem er 2009 die Staatsmeisterschaft von Minas Gerais gewann. Im Juli 2010 unterzeichnete er leihweise bei der US Lecce, dem Verein wurde außerdem eine Kaufoption zugesichert. Die Option wurde nicht gezogen und Gustavo ging zurück nach Brasilien, wo er für 2011 bei Botafogo FR unterkam und 2012 bei Portuguesa. Für 2013 wurde er dann nach China an Qingdao Jonoon ausgeliehen.
Am Jahresende lief der Kontrakt mit Desportivo Brasil aus und Gustavo ging zum zweiten Mal ablösefrei zum Paraná Clube. Noch im selben Jahr kaufte ihn der höherklassige Lokalrivale Athletico Paranaense ab. Nach Austragung der Staatsmeisterschaft von Paraná 2015 wechselte er zum EC Bahia, wo er bis Jahresende 2016 blieb. 2017 verbrachte Gustavo noch beim Avaí FC, wo er in dem Jahr seine aktive Laufbahn ausklingen ließ.

## Erfolge
Levski Sofia
- Parwa liga: 2001/02

Paraná
- Staatsmeisterschaft von Paraná: 2006

Palmeiras
- Staatsmeisterschaft von São Paulo: 2008

Cruzeiro
- Staatsmeisterschaft von Minas Gerais: 2009